# Stazione di Grassano-Garaguso-Tricarico
La stazione di Grassano-Garaguso-Tricarico è una stazione ferroviaria a servizio dei comuni di Garaguso, Grassano e Tricarico in provincia di Matera, sulla ferrovia Battipaglia-Potenza-Metaponto.
La gestione degli impianti è affidata a Rete Ferroviaria Italiana (RFI), controllata del gruppo Ferrovie dello Stato, che classifica la stazione nella categoria "Bronze".

## Strutture ed impianti
Il fabbricato viaggiatori è una struttura ad un corpo, su tre livelli, è tinteggiato di bianco, mentre solo il piano terra è aperto ai viaggiatori. La pianta dei fabbricati è rettangolare.
La stazione è servita da due binari passanti, oltre ad alcuni tronchini.

## Servizi
La stazione dispone di:
- Biglietteria self-service[3]
- Sala di attesa
- Bar

## Movimento

### Passeggeri
Il servizio viaggiatori è svolto da Trenitalia, società del gruppo Ferrovie dello Stato, per conto della Regione Basilicata.
Nella stazione fermano treni regionali, treni a lunga percorrenza InterCity Roma Termini-Taranto ed alcuni autobus.